# 국양
국양(鞠樑, 1953년~)은 대한민국의 물리학자이다. 서울대학교 물리학 교수, 서울대학교 물리학과 연구부총장, 이화여자대학교 교수, 삼성과학기술재단 이사장, 대구경북과학기술원(DGIST)의 4대 총장을 역임했다. 또한 미국 물리학회, 한국과학기술원, 영국 물리학회, 한국물리학회, 그리고 한국진공학회의 회원이다. 그는 나노테크놀러지(Nanotechnology), ACS 나노(ACS Nano), 고체전자공학(Solid State Electronics) 등의 학술지 편집을 맡았다.

## 교육
국양은 1971년 경기고등학교를 졸업하고 서울대학교에 진학하여 물리학을 전공하고 1975년과 1978년에 각각 B.S.와 M.S.를 받았다. 그후엔 1981년에 펜실베이니아 주립 대학교에서 박사학위를 받으며 졸업했다.

## 경력
박사 학위를 취득한 후 AT&T 벨 연구소의 기술진으로 10년간 근무했다. 1991년 귀국한 이후 27년간 서울대학교 물리천문학과 교수가 되었다. 2002년 3월부터 2004년 12월 사이에 그는 국가과학기술위원회 내 나노과학 특별위원이었다. 2년간 그는 서울대 연구실 연구부총장을 역임했고 그 후에는 한국과학기술원 연구위원이 되었다. 5년간 그는 삼성과학기술재단 이사장 대구경북과학기술원 원장직을 끝으로 자리를 마감했다.
2018년 4월 이화여자대학교 교수가 되었으며 그 기간 동안 기초과학연구원 양자나노과학 연구단의 팀리더을 역임했다 이화여자대학교에서 그의 팀은 양자 물질, 특히 나노미터 규모의 2차원 초전도체를 연구했다 그는 2019년 4월 대구경북과학기술원장을 맡기 위해 2019년 3월 IBS를 떠났다.

## 수상 경력
- 2008: 인촌상[13][14]
- 2006: 국가석학 10인, 대한민국 교육인적자원부[15][16]
- 2004: 대한민국학술원상, Korea
- 2004: 닮고 싶고 되고 싶은 과학기술인 10인, 동아일보, Korea[17][18]
- 2002: Scientist of the Year in Nano, 대한민국 과학기술부[19][20]
- 1980: Erwin Wilhelm Müller Outstanding Emerging Scientist Award, IFES American Vacuum Society Graduate Student Award[21]

## 같이 보기
- 신성철
- 노도영